# لیو گارفیلد
لیو گارفیلد (به انگلیسی: Liv Garfield) (زاده ۱۹۷۶) کارآفرین، بازرگان و مدیر ارشد اجرایی بریتانیایی است، که در حال حاضر به‌عنوان مدیر عامل اجرایی شرکت سورن ترنت فعالیت می‌کند.